# Ezio Marchi
Ezio Marchi (Bettolle, 28 giugno 1869 – Firenze, 25 luglio 1908) è stato un veterinario italiano.

## Biografia
Figlio di Francesco Marchi e Rosalia Bernardini, si laureò con il massimo dei voti all'Università di Pisa nella facoltà di zooiatria, seguendo le orme del padre, anch'esso veterinario. Tornato a Bettolle, si dedicò anche all'insegnamento prima presso l' Istituto agrario Vegni alle Capezzine nel comune di Cortona, oltre a ricoprire incarichi universitari presso l'Università di Siena. 
Nel 1893 fu iniziato in Massoneria nella Loggia Francesco Guardabassi di Perugia, divenuto Maestro massone, ne fu eletto Oratore nel 1899 e nel 1905.
Nel 1907 fu inviato dal Governo italiano a svolgere una missione in Eritrea, dove si trattenne per catalogare e studiare le varie razze di animali domestici.
Morì a soli 39 anni per una meningite, conseguenza di un'otite trascurata.

## Attività scientifica
Insieme al Conte Prof. Napoleone Passerini, agronomo di chiara fama e dietro suo diretto incarico scientifico il Marchi fu il primo a studiare scientificamente la razza chianina, nelle fattorie di Bettolle e Manzano, del Conte Passerini, tipica razza bovina della Valdichiana. A questo proposito, nel 1895 egli pubblicò una prima monografia intitolata La razza bovina di Valdichiana e le sue varietà. Secondo il Marchi, tale razza era originariamente utilizzata nel lavoro; con successivi recenti interventi di migliorativi di selezione della razza, avviati proprio dal Marchi, è divenuta la pregiata razza da carne attuale, con allevamenti sparsi perfino in America ed in Australia.